# Peter Friedrich Matzen
Peter Friedrich Matzen (* 11. Oktober 1909 in München; † 28. November 1986 in Leipzig) war ein deutscher Sanitätsoffizier und Chirurg in Halle (Saale) und Leipzig sowie Hochschullehrer für Orthopädie.

## Leben
Als Sohn eines praktischen Arztes besuchte Matzen das Theresien-Gymnasium München. Als Sanitätsoffizieranwärter der Reichswehr begann er 1928 an der Ludwig-Maximilians-Universität Medizin zu studieren. Er wurde im Corps Makaria München aktiv. Als Inaktiver wechselte er an die Albertus-Universität Königsberg, die Preußische Universität zu Greifswald und die Friedrich-Wilhelms-Universität zu Berlin. Nach dem Staatsexamen (1933) volontierte er zwei Jahre in der Charité. 1934 wurde er in München zum Dr. med. promoviert.

### Sanitätsoffizier
Im Heer (Wehrmacht) war er von 1935 bis 1937 Truppenarzt  in Bayreuth und Standortarzt in Coburg. Er kam 1937 als Stabsarzt an die Militärärztliche Akademie in  Berlin und hospitierte wieder in der Charité. Von 1939 bis 1945 nahm er als Sanitätsoffizier am ganzen Zweiten Weltkrieg teil. Von 1939 bis 1942 diente er in der Sanitätskompanie 244. Als Oberfeldarzt und Divisionsarzt (1943/44) wurde er mit dem Eisernen Kreuz I. Klasse ausgezeichnet. Nach der vierten Verwundung wurde er 1944/45 nach Halle (Saale) versetzt, um sich in der orthopädischen Abteilung der Chirurgischen Klinik der Martin-Luther-Universität Halle-Wittenberg weiterzubilden. 1945 erneut zur Truppe kommandiert, geriet er in Südtirol in amerikanische Kriegsgefangenschaft, in der er als Lagerarzt tätig war.

### Halle (Saale)
Im Oktober 1945 entlassen, ging Matzen zu Werner Budde in der Hallenser Chirurgie. Er wurde Mitglied des Freien Deutschen Gewerkschaftsbundes. In der Klinik hatte er die Ausbildung von Masseuren und Krankengymnasten neu zu organisieren. Facharzt für Chirurgie (1947) und Orthopädie (1950) geworden, habilitierte er sich 1951. Als Oberarzt der Hallenser Chirurgie  leitete Matzen für kurze Zeit die Heilstelle für extrapulmonale Tuberkulose in Carlsfeld bei Bitterfeld. Seit 1953 o. Professor in Halle, fügte er aus der Privatklinik von Friedrich Loeffler, dem Städtischen Krüppelheim und den orthopädischen Stationen der chirurgischen Universitätsklinik eine eigenständige orthopädische Klinik.

### Leipzig
1955 folgte er dem Ruf der Karl-Marx-Universität Leipzig auf den Lehrstuhl für Orthopädie. In den folgenden 20 Jahren machte er seine Klinik zur einflussreichsten Orthopädie der DDR, die auch in Westdeutschland und im Ausland (besonders in der Kinderorthopädie) hoch angesehen war. Er reorganisierte die Behindertenfürsorge im Bezirk Leipzig. Als er sich 1969 öffentlich gegen die 3. Hochschulreform der DDR wandte, wurde er von der Klinikleitung zwei Monate suspendiert und mit einem unbegrenzten Vorlesungs- und Prüfungsverbot belegt. 1975 emeritiert, war er noch vier Jahre in der Klinik tätig.
Zwei Söhne wurden in Leipzig und München Professoren für Orthopädie. Peter Felix Matzen blieb an der Universität Leipzig, Klaus A. Matzen wurde Chefarzt der Hessing-Stiftung in Augsburg.

## Veröffentlichungen (Auswahl)
- Über die Möglichkeiten der Knochentransplantation. In: Beiträge aus dem gesamten Arbeitbereich Orthopädie. Band 3, 1956, S. 123 ff.
- Probleme der operativen Skoliosenbehandlung (= Abhandlungen der Sächsischen Akademie der Wissenschaften zu Leipzig, Mathematisch-Naturwissenschaftliche Klasse. Band 50,1). Berlin 1968.
- Orthopädie für Studierende. 5. Auflage. Leipzig 1981.
- Lehrbuch der Orthopädie. 2 Bände. 2. Auflage. Berlin 1967.
- mit Friedrich Löffler und Eberhard W. Knöfler: Orthopädische Operationslehre. 2. Auflage. Berlin 1979.
- mit Horst Kurt Fleissner: Orthopädischer Röntgenatlas. 2. Auflage. Stuttgart 1980.
- mit Peter Felix Matzen: Praktische Orthopädie. 2. Auflage. Leipzig 1990.

## Ehrungen
- Société Internationale de Chirurgie Orthopedique et de Traumatologie (SICOT) (1958)
- Internationale Gesellschaft für Plastische Chirurgie
- Ehrenmitglied der Bulgarischen Orthopädischen Gesellschaft
- Ehrenmitglied der Deutschen Gesellschaft für Orthopädie und Traumatologie (DGOT)
- Ehrenmitglied der Gesellschaft für Orthopädie und Traumatologie der DDR (Präsident 1957 und 1967)
- Korrespondierendes Mitglied der Orthopädenvereinigung Italien
- Korrespondierendes Mitglied der Orthopädenvereinigung Österreich
- Deutsche Akademie der Naturforscher Leopoldina (1959)
- Fellow des International College of Surgeons, Chicago (1960)
- Verdienter Arzt des Volkes (1961)
- Ordentliches Mitglied (1964–1986) und Stellvertretender Sekretär (1965–1971) der Mathematisch-Naturwissenschaftlichen Klasse der Sächsischen Akademie der Wissenschaften
- Präsident der Gesellschaft für Orthopädie der DDR (1967)
- Pirogow-Medaille der Sowjetischen Gesellschaft für Orthopädie (1973)
- Erich-Lexer-Preis der DGOT (1975)
- Cothenius-Medaille (1979)